# ダブ・マフィア
ダブ・マフィア(dUb MaFfia)は、日本のダブ・音楽ユニット。エレクトロニカとダブを融合した音楽スタイルを持つ。 

## 経歴
2009年にpoodlesのeno(パーカッション)と☆マーレーズ☆のサポートリズム隊であったAG(ドラム)とTK86(ベース)を中心に結成。後にMiffer(ボーカル)が加入、時折、忍者 FLY-Tが参戦。MuffのMar(ギター)にZaima(ドラム)、CHIAKiiids RECORD(ピアニカ) を加え、現在に至る。HAPPY FARM MUSIC FESTIVALなどのイベントに出演経験を持つパフォーマンスはミニマルなセットで行われ、多くのアーティストと共演している。

## ディスコグラフィー

### アルバム
- 『NO MORE NUKES USE HEMP』(2013年)[4]

### シングル
- 『Meditation』featuring HATA（From Dachambo）(2013年)[4]
- 『Love Together』(2015年)
- 『Stars』(2017年)
- 『Metro』(2022年)